# Saint-Gervais-les-Trois-Clochers
Pour les articles homonymes, voir Saint-Gervais.
Saint-Gervais-les-Trois-Clochers est une commune du Centre-Ouest de la France, située dans le département de la Vienne (région Nouvelle-Aquitaine).

## Géographie

### Localisation
Le bourg se situe dans le Châtelleraudais. Cette région s'apparente, par ses paysages, davantage à la Touraine voisine qu'au Poitou. Le tuffeau et les hauts toits de tuiles plates des maisons, concurrencées depuis le XIXe siècle par les ardoises d'Anjou, se différencient nettement des matériaux de construction du Poitou.

### Communes limitrophes
|                  | Jaulnay (Indre-et-Loire)         | Mondion                  |
| Saint-Christophe | Saint-Gervais-les-Trois-Clochers | Leigné-sur-Usseau Usseau |
| Sossais          | Thuré                            |                          |

### Hydrographie

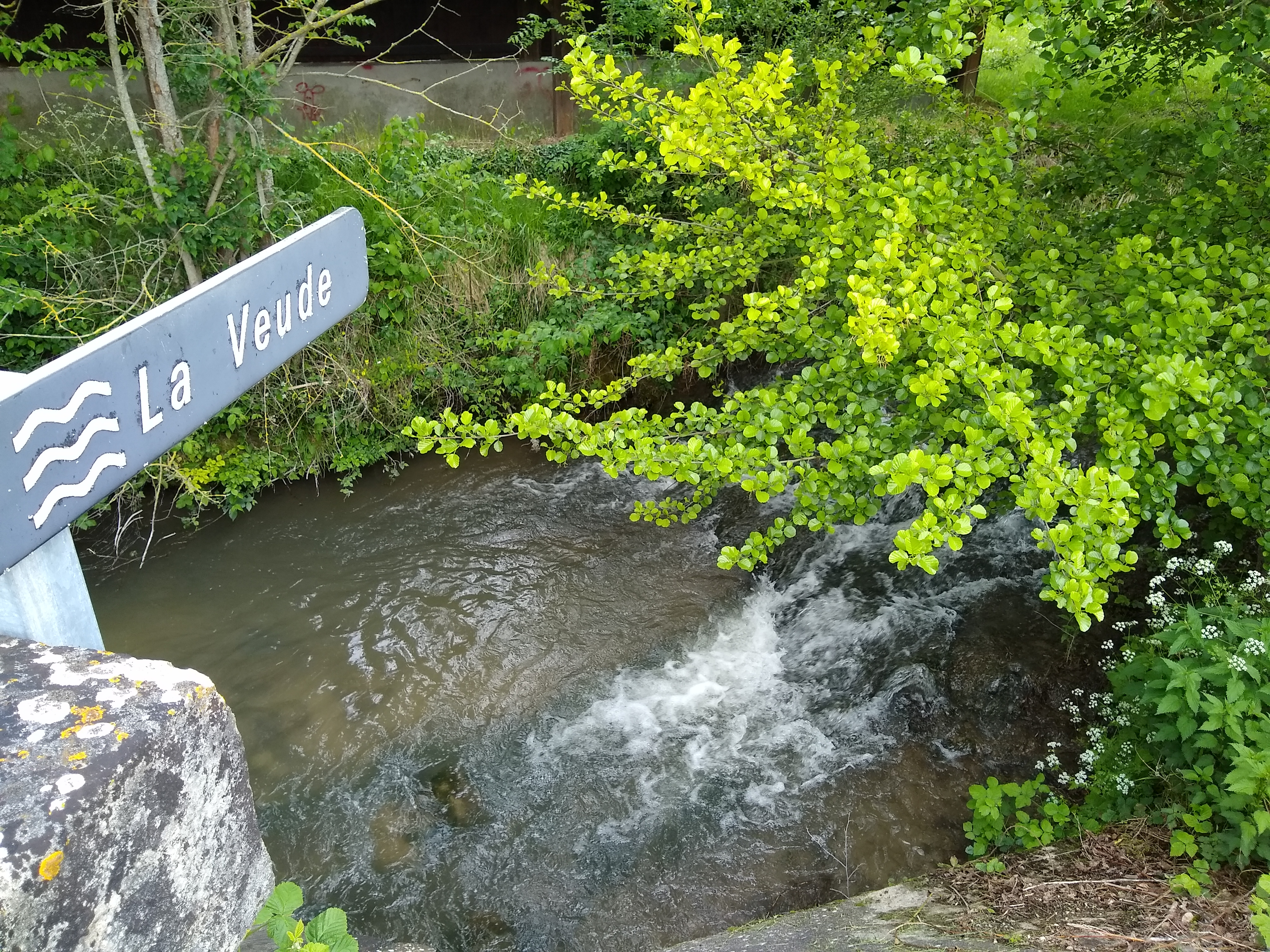
La Veude

La ville est traversée par la Veude.

### Climat
Pour des articles plus généraux, voir Climat de la Nouvelle-Aquitaine et Climat de la Vienne.
Historiquement, la commune est exposée à un climat océanique du nord-ouest.  
En 2020, Météo-France publie une typologie des climats de la France métropolitaine dans laquelle la commune est exposée à un climat océanique altéré et est dans la région climatique  Poitou-Charentes, caractérisée par un bon ensoleillement, particulièrement en été et des vents modérés.
Pour la période 1971-2000, la température annuelle moyenne est de 11,5 °C, avec une amplitude thermique annuelle de 15,1 °C. Le cumul annuel moyen de précipitations est de 676 mm, avec 11 jours de précipitations en janvier et 6,5 jours en juillet. Pour la période 1991-2020, la température moyenne annuelle observée sur la station météorologique la plus proche, située sur la commune de Courcoué à 15 km à vol d'oiseau, est de 12,5 °C et le cumul annuel moyen de précipitations est de 688,4 mm,. Pour l'avenir, les paramètres climatiques de la commune estimés pour 2050 selon différents scénarios d’émission de gaz à effet de serre sont consultables sur un site dédié publié par Météo-France en novembre 2022.

## Urbanisme

### Typologie
Au 1er janvier 2024, Saint-Gervais-les-Trois-Clochers est catégorisée commune rurale à habitat dispersé, selon la nouvelle grille communale de densité à sept niveaux définie par l'Insee en 2022.
Elle est située hors unité urbaine. Par ailleurs la commune fait partie de l'aire d'attraction de Châtellerault, dont elle est une commune de la couronne,. Cette aire, qui regroupe 44 communes, est catégorisée dans les aires de 50 000 à moins de 200 000 habitants,.

### Occupation des sols
L'occupation des sols de la commune, telle qu'elle ressort de la base de données européenne d’occupation biophysique des sols Corine Land Cover (CLC), est marquée par l'importance des territoires agricoles (81,4 % en 2018), en diminution par rapport à 1990 (83,3 %). La répartition détaillée en 2018 est la suivante : 
terres arables (55,9 %), zones agricoles hétérogènes (17,5 %), forêts (14,6 %), prairies (8 %), zones urbanisées (2,4 %), zones industrielles ou commerciales et réseaux de communication (1,4 %), milieux à végétation arbustive et/ou herbacée (0,2 %). L'évolution de l’occupation des sols de la commune et de ses infrastructures peut être observée sur les différentes représentations cartographiques du territoire : la carte de Cassini (XVIIIe siècle), la carte d'état-major (1820-1866) et les cartes ou photos aériennes de l'IGN pour la période actuelle (1950 à aujourd'hui).

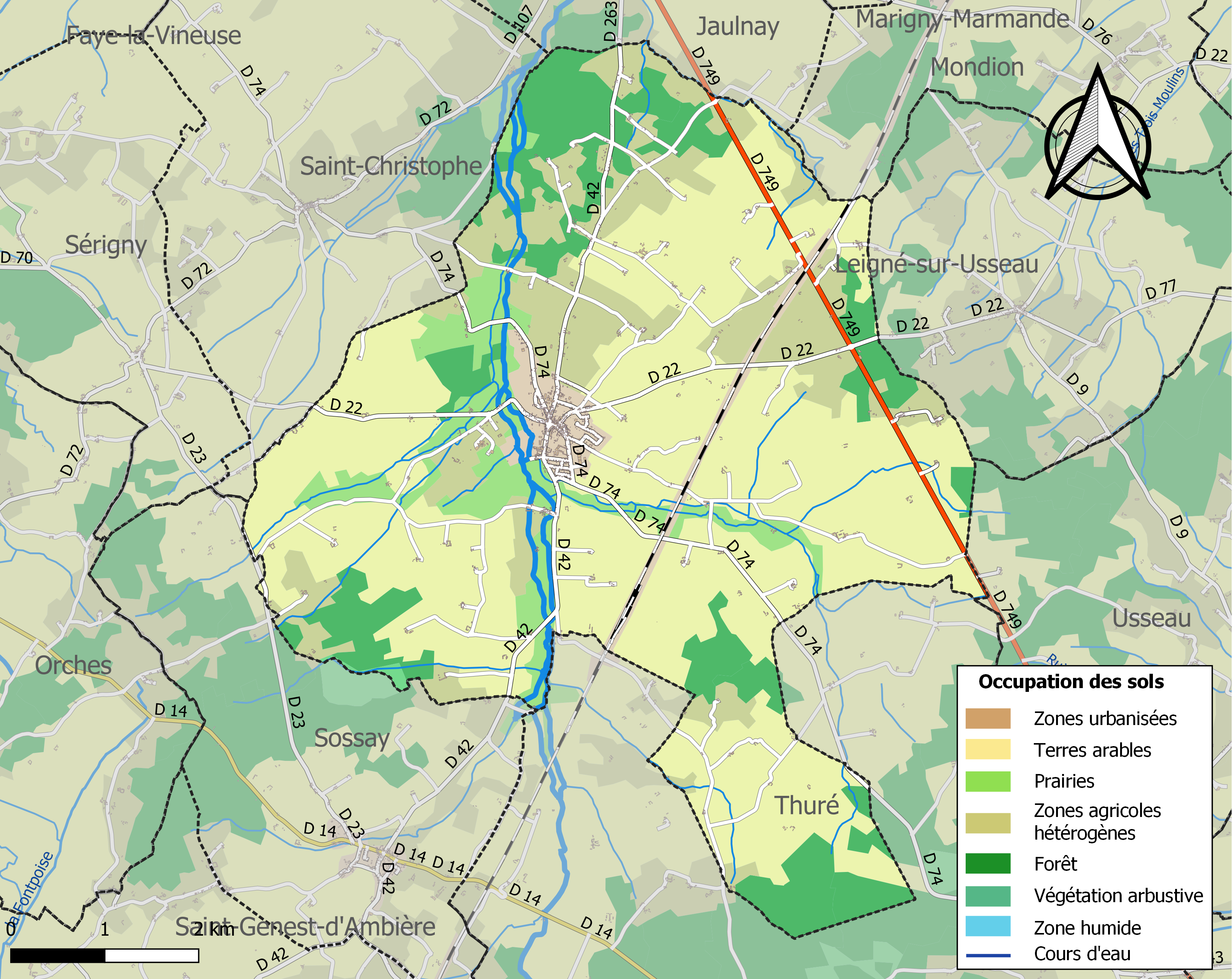
Carte des infrastructures et de l'occupation des sols de la commune en 2018 (CLC).

### Risques majeurs
Le territoire de la commune de Saint-Gervais-les-Trois-Clochers est vulnérable à différents aléas naturels : météorologiques (tempête, orage, neige, grand froid, canicule ou sécheresse), inondations, feux de forêts, mouvements de terrains et séisme (sismicité modérée). Il est également exposé à un risque technologique, le transport de matières dangereuses. Un site publié par le BRGM permet d'évaluer simplement et rapidement les risques d'un bien localisé soit par son adresse soit par le numéro de sa parcelle.

#### Risques naturels
Certaines parties du territoire communal sont susceptibles d’être affectées par le risque d’inondation par débordement de cours d'eau, notamment la Veude. La commune a été reconnue en état de catastrophe naturelle au titre des dommages causés par les inondations et coulées de boue survenues en 1982, 1999, 2010, 2018 et 2020,.
Saint-Gervais-les-Trois-Clochers est exposée au risque de feu de forêt. En 2014, le deuxième plan départemental de protection des forêts contre les incendies (PDPFCI) a été adopté pour la période 2015-2024. Les obligations légales de débroussaillement dans le département sont définies dans un arrêté préfectoral du 29 mai 2015,, celles relatives à l'emploi du feu et au brûlage des déchets verts le sont dans un arrêté permanent du 24 mai 2015,.

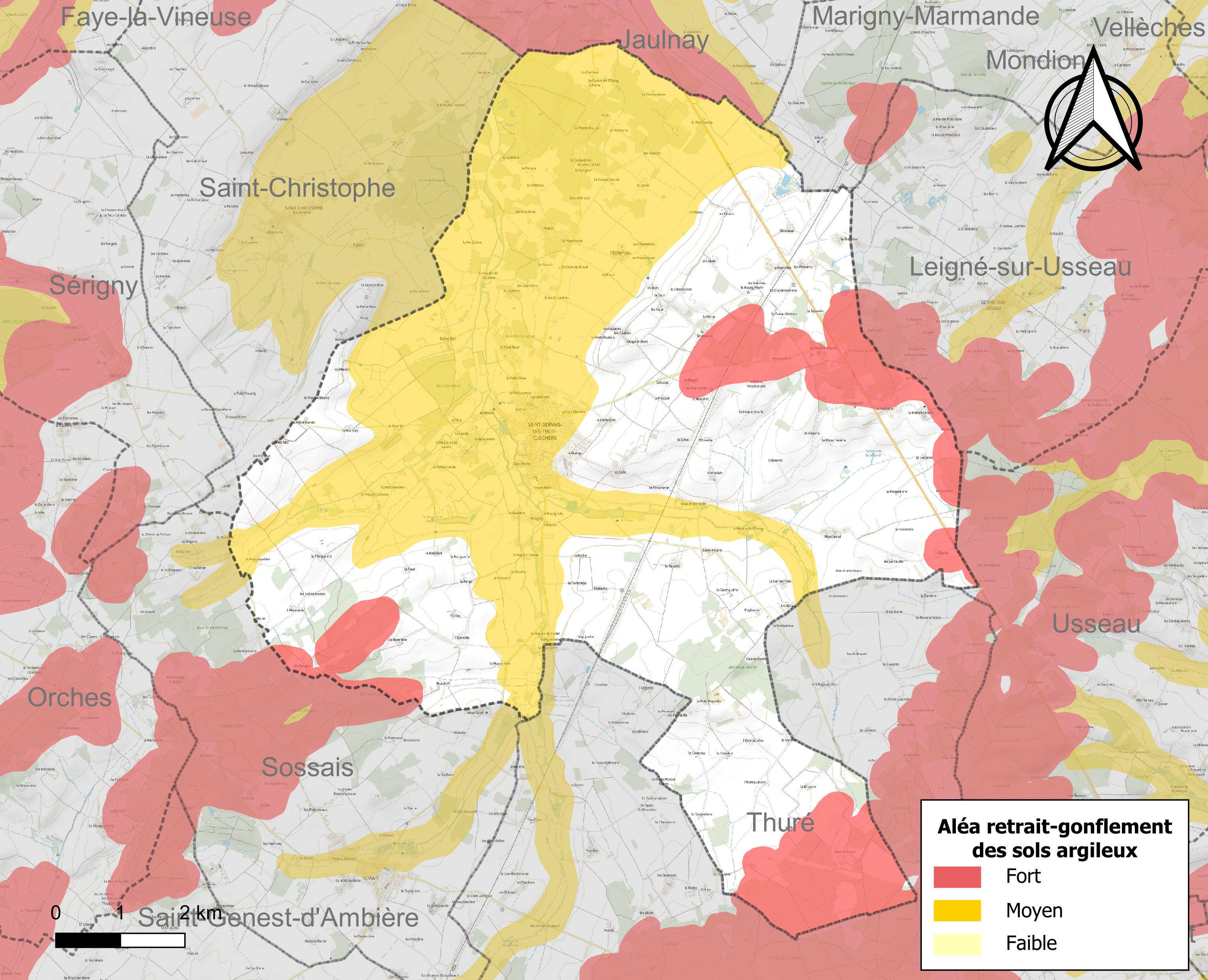
Carte des zones d'aléa retrait-gonflement des sols argileux de Saint-Gervais-les-Trois-Clochers.

Les mouvements de terrains susceptibles de se produire sur la commune sont des affaissements et effondrements liés aux cavités souterraines (hors mines) et des tassements différentiels. Afin de mieux appréhender le risque d’affaissement de terrain, un inventaire national permet de localiser les éventuelles cavités souterraines sur la commune. Le retrait-gonflement des sols argileux est susceptible d'engendrer des dommages importants aux bâtiments en cas d’alternance de périodes de sécheresse et de pluie. 50,9 % de la superficie communale est en aléa moyen ou fort (79,5 % au niveau départemental et 48,5 % au niveau national). Depuis le 1er octobre 2020, en application de la loi ÉLAN, différentes contraintes s'imposent aux vendeurs, maîtres d'ouvrages ou constructeurs de biens situés dans une zone classée en aléa moyen ou fort,.
La commune a été reconnue en état de catastrophe naturelle au titre des dommages causés par la sécheresse en 1989, 2005 et 2017 et par des mouvements de terrain en 1999 et 2010.

## Histoire
Et d'abord une réponse à la question que chacun se pose naturellement à son arrivée : pourquoi trois clochers alors qu'il n'y en a qu'un seul, et encore, bien modeste. En fait, Saint-Gervais-les-Trois-Clochers est bien la réunion de trois anciennes paroisses qui eurent chacune leur vie propre. Ce furent : Saint-Gervais dont l'église se trouvait à l'emplacement de celle qui s'y dresse aujourd'hui ; Saint-Martin-de-Quinlieu à la sortie sud du bourg sur la route de Lencloître et enfin Avrigny sur la même route à environ 700 m de Saint-Martin. Trois paroisses, trois villages, et pour tous des souvenirs bien anciens.
De la préhistoire, pour commencer, puisque des armes paléolithique y ont été découvertes ainsi qu'un atelier de taille de pierre et les traces d'une cité lacustre. De l'époque de la domination romaine ensuite, comme en témoignent les recherches de l'historien le père de Lacroix, qui avait délimité un camp d'exercice pour les soldats entre Saint-Martin et Avrigny.
De la même époque, deux noms de lieux-dits sont restés : le Temple et le Martray. Au IVe siècle, le pays fut évangélisé par saint Martin qui se rendait fréquemment de Tours à Poitiers et Ligugé. Il consacra ce territoire à saint Gervais et saint Protais. La construction d'une église à Saint-Gervais s'ensuivit au Ve siècle. Cette église fut reconstruite au XIIe siècle, puis au XIXe siècle de 1883 à 1886. Saint-Martin avait son église et une petite communauté de Carmes la desservait. Avrigny enfin était une véritable petite ville avec douves, murailles, poternes et son église Notre-Dame d'Avrigny. Sa population s'élevait en 1759 à près de 400 habitants, mais leur nombre fut très réduit après l'inondation de la Veude en 1761, qui provoqua l'éboulement de nombreuses maisons.
C'est en 1818 que les paroisses de Saint-Martin et d'Avrigny furent supprimées et rattachées à celle de Saint-Gervais. De cette époque date aussi l'organisation de Saint-Gervais en commune. Actuellement, la commune de Saint-Gervais-les-Trois-Clochers s'étend sur 3 915 hectares (dont 2 846 hectares de terres cultivables) et comptait au dernier recensement 1 203 habitants. L'habitat y est relativement dispersé puisqu'on dénombre 159 écarts (commune du département de la Vienne qui en a le plus grand nombre).

## Politique et administration

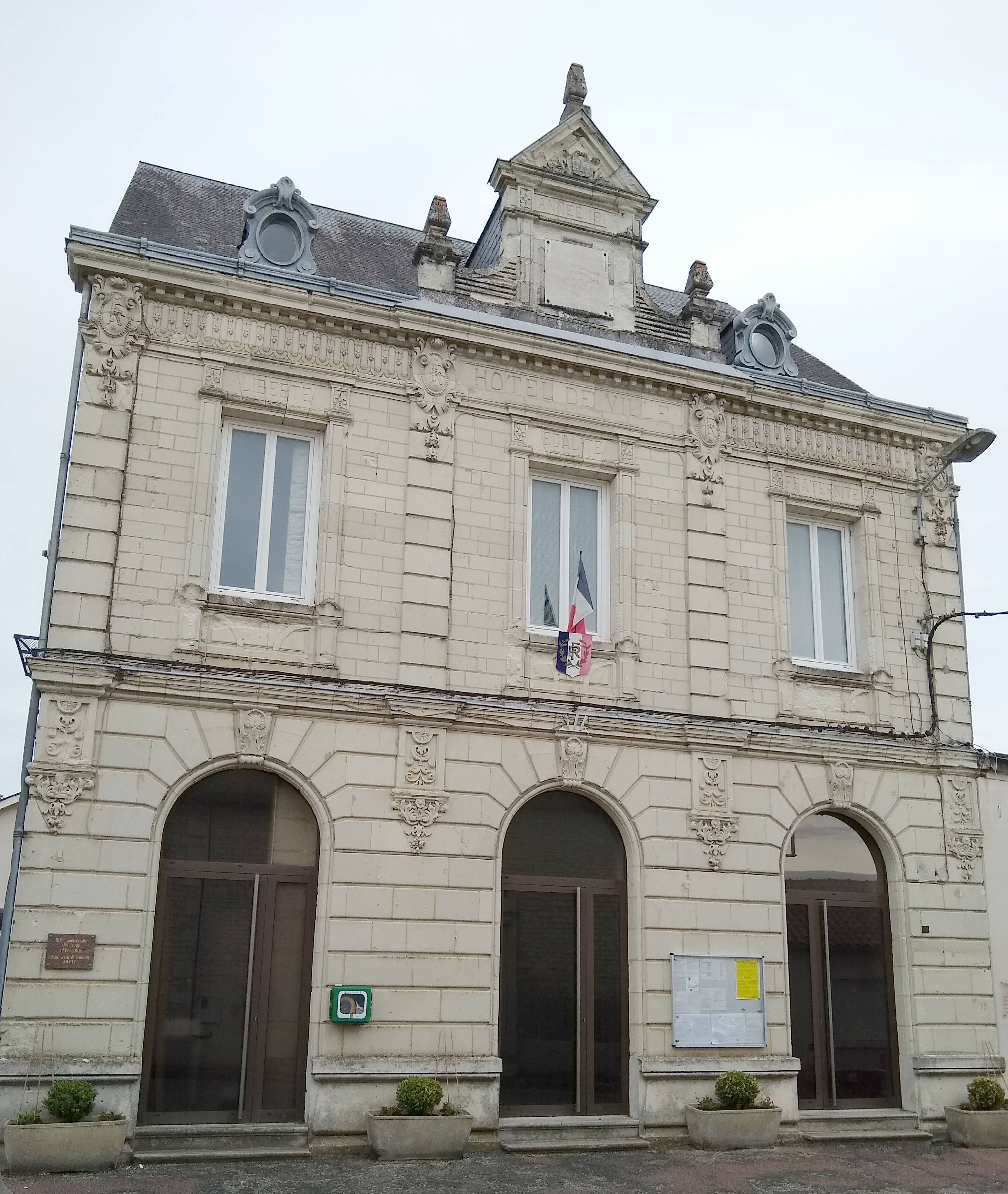
La mairie de Saint-Gervais-les-Trois-Clochers

### Liste des maires
| Période    | Période    | Identité         | Étiquette | Qualité |
| ---------- | ---------- | ---------------- | --------- | ------- |
| mars 2001  | avril 2014 | Nicole Valette   | DVD       |         |
| avril 2014 | en cours   | Antoine Braguier | DVD       |         |

### Instances judiciaires et administratives
La commune relève du tribunal d'instance de Poitiers, du tribunal de grande instance de Poitiers, de la cour d'appel  Poitiers, du tribunal pour enfants de Poitiers, du conseil de prud'hommes de Poitiers, du tribunal de commerce de Poitiers, du tribunal administratif de Poitiers et de la cour administrative d'appel  de  Bordeaux, du tribunal des pensions de Poitiers, du tribunal des affaires de la Sécurité sociale de la Vienne, de la cour d’assises de la Vienne.

## Projet de fusion de communes / Saint-gervais-les-trois-clochers et Léigné-sur-Usseau (Abondonné)
Un projet de fusion de deux communes avait été décidé par les deux conseils municipaux de Léigné sur Usseau et de Saint-gervais-les-trois-clochers. Ce projet portait sur la fusion géographique, administrative et politique de la commune de Leigné-sur-Usseau au sein de la Commune de Saint-gervais-les-trois-clochers et est censé être effectif dès janvier 2023. Les maires, Antoine Braguier pour Saint-Gervais-les-trois-clochers et Frédéric Merchadou pour Leigné-sur-Usseau étaient favorables à la création d'une commune nouvelle regroupant les services et les emprises des deux communes.Les conseils municipaux respectifs ont validé à la majorité pour l'enclenchement du processus sans consultation publique préalable. L'intitulé de cette commune nouvelle reste inconnu.
Les arguments en faveur de cette fusion rélèvèrent d'une volonté politique de mutualisation et de rationalisation des moyens humains et matériels partagés par les élus des deux communes et qui semble initié par la sous-préfecture de Châtellerault. Dans un contexte de réduction des dotations de l'état et de baisse démographique, les maires avait argué l'intérêt à s'associer. Le but était selon eux, "n'est pas enlever quelque chose à quelqu'un mais d'être plus forts ensemble". Les maires reprise par à la presse précisaient que "ce type de projet ne plaît pas à tout le monde, peut bousculer".
Des oppositions importantes ont vu le jour lorsque les citoyens de Léigné sur Usseau en reunion publique ont appris la fusion envisagée par les conseils municipaux sans approbation de la population. Un collectif citoyen se questionnant sur la fusion a vu le jour sous le nom de "Union contre la Fusion".
À la suite des mobilisations, voire des menaces contre les élus locaux, les élus de Leigné-sur-usseau firent marche arrière et annulèrent ce projet de fusion.

## Démographie
L'évolution du nombre d'habitants est connue à travers les recensements de la population effectués dans la commune depuis 1793. Pour les communes de moins de 10 000 habitants, une enquête de recensement portant sur toute la population est réalisée tous les cinq ans, les populations de référence des années intermédiaires étant quant à elles estimées par interpolation ou extrapolation. Pour la commune, le premier recensement exhaustif entrant dans le cadre du nouveau dispositif a été réalisé en 2005.

En 2022, la commune comptait 1 318 habitants, en évolution de +0,3 % par rapport à 2016 (Vienne : +0,6 %, France hors Mayotte : +2,11 %).
| 1793 | 1800 | 1806 | 1821  | 1831  | 1836  | 1841  | 1846  | 1851  |
| ---- | ---- | ---- | ----- | ----- | ----- | ----- | ----- | ----- |
| 559  | 553  | 551  | 1 261 | 1 254 | 1 277 | 1 288 | 1 389 | 1 223 |

| 1856  | 1861  | 1866  | 1872  | 1876  | 1881  | 1886  | 1891  | 1896  |
| ----- | ----- | ----- | ----- | ----- | ----- | ----- | ----- | ----- |
| 1 329 | 1 362 | 1 332 | 1 321 | 1 331 | 1 380 | 1 487 | 1 465 | 1 411 |

| 1901  | 1906  | 1911  | 1921  | 1926  | 1931  | 1936  | 1946  | 1954  |
| ----- | ----- | ----- | ----- | ----- | ----- | ----- | ----- | ----- |
| 1 427 | 1 534 | 1 525 | 1 361 | 1 377 | 1 352 | 1 340 | 1 379 | 1 336 |

| 1962  | 1968  | 1975  | 1982  | 1990  | 1999  | 2005  | 2006  | 2010  |
| ----- | ----- | ----- | ----- | ----- | ----- | ----- | ----- | ----- |
| 1 443 | 1 395 | 1 290 | 1 286 | 1 187 | 1 169 | 1 279 | 1 286 | 1 315 |

| 2015  | 2020  | 2022  | - | - | - | - | - | - |
| ----- | ----- | ----- | - | - | - | - | - | - |
| 1 321 | 1 333 | 1 318 | - | - | - | - | - | - |

En 2008, selon l’Insee, la densité de population de la commune était de 34 hab./km2 contre 61 hab./km2 pour le département, 68 hab./km2 pour la région Poitou-Charentes et 115 hab./km2 pour la France.

## Économie
Selon la direction régionale de l'Alimentation, de l'Agriculture et de la Forêt de Poitou-Charentes, il n'y a plus que 28 exploitations agricoles en 2010 contre 44 en 2000.
Les surfaces agricoles utilisées ont diminué et sont passées de 2 773 hectares en 2000 à 369 hectares en 2010. 58 % sont destinées à la culture des céréales (blé tendre essentiellement mais aussi orges et maïs), 20 % pour les oléagineux (colza et tournesol à parts égales), 10 % pour le fourrage et moins de 1 % reste en herbe. En 2000, quatre hectares (zéro en 2010) étaient consacrés à la vigne.
Six exploitations en 2010 (contre neuf en 2000) abritent un élevage de bovins (352 têtes en 2010 contre 324 têtes en 2000). Les élevages de volailles ont disparu au cours de cette décennie (5 363 têtes réparties entre 23 fermes).

## Culture locale et patrimoine

### Lieux et monuments

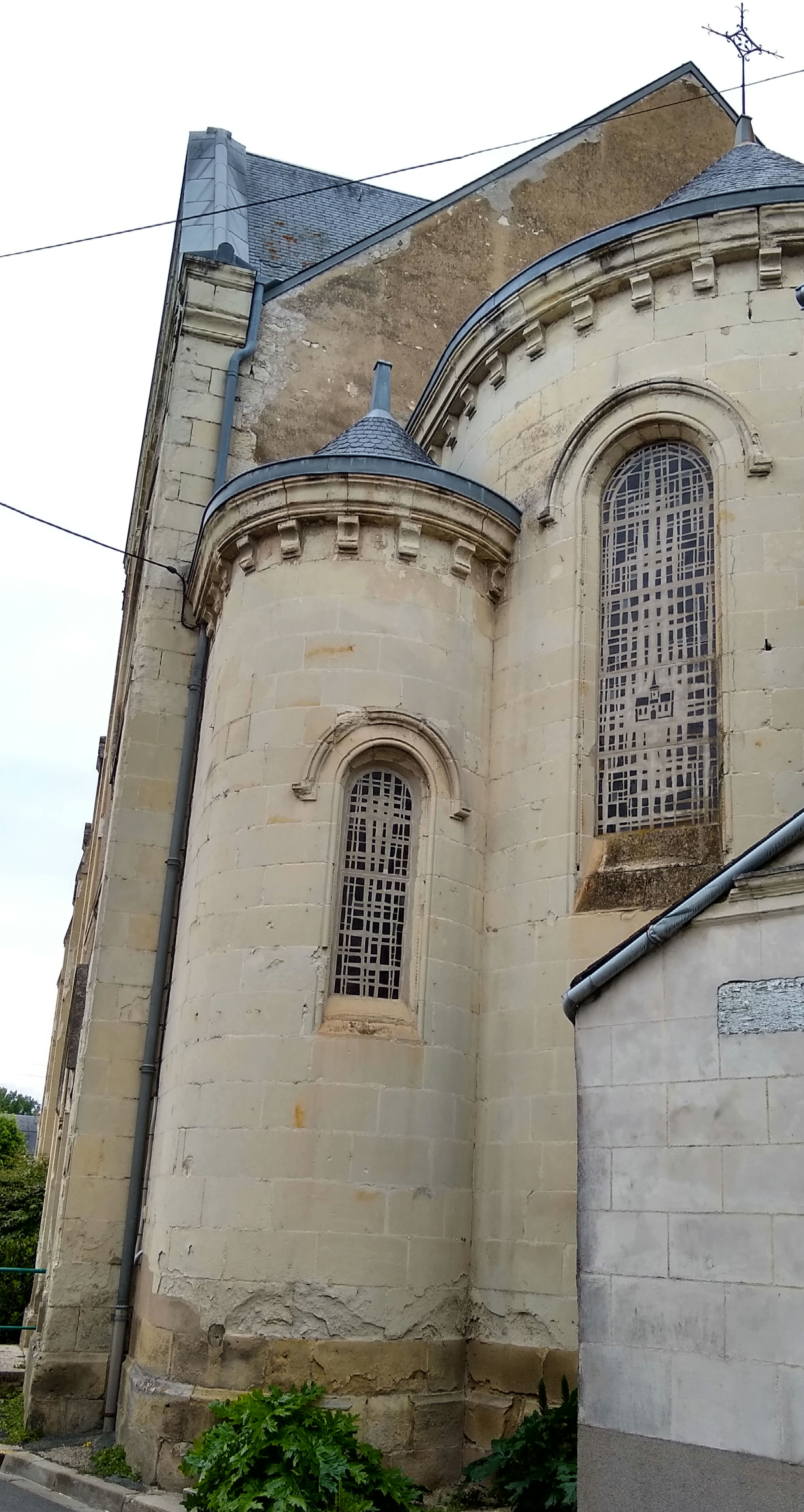
Le chevet de l'église

- Le chevet de l'égliseL'Église Saint-Gervais-et-Saint-Protais abrite un tableau de l'école de Breughel. Elle est inscrite à l'Inventaire général du patrimoine culturel[34].

### Personnalités liées à la commune
- Georges Edouard Brutus Gilles de La Tourette.
- Jean Giraudeau.

### Héraldique
| Blason de Saint-Gervais-les-Trois-Clochers | Blason  | D'azur à trois clochers d'argent mouvant de la pointe, celui du milieu, plus grand, brochant sur un comble du même, ledit comble chargé à dextre de l'inscription de sable « SEMPER VIRENS » sur deux rangs et à senestre d'un talus de sinople mouvant du flanc et sommé de six arbres du même de taille décroissante de dextre vers senestre. Ornements extérieursLe blason est installé dans un cartouche accompagné de deux branches liées en pointe et fruitées, et surmonté de la traditionnelle couronne murale à trois tours. Devise / CriSemper virens (Toujours vert) |
| Blason de Saint-Gervais-les-Trois-Clochers | Détails | Le blason représente les trois clochers qui existaient en 1817, date de la transformation des trois paroisses, Saint-Martin, Saint-Gervais et Avigny, en une commune désignée sous le nom de Saint-Gervais-les-Trois-Clochers. Le statut officiel du blason reste à déterminer. |